# Кућа на дрвету
Кућа на дрвету је надземна платформа или зграда изграђена око, поред или међу деблом или гранама једног или више зрелих дрвећа. Куће на дрвету се могу користити за рекреацију, радни простор, становање, простор за дружење и посматрање.

## Галерија
- Куће на дрвету
- Кућа на дрвету изграђена за децу
- Неинвазивна метода фиксирања платформе дрвета
- Кућа на дрвету у Индији[2]
- Кућа на дрвету у Турској